# 和泉市立光明台南小学校
和泉市立光明台南小学校（いずみしりつ こうみょうだいみなみしょうがっこう）は、大阪府和泉市にある公立小学校。泉北ニュータウンに隣接するニュータウン・和泉市光明台地区の一角に位置する。

## 沿革
- 1978年 - 和泉市立光明台南小学校として開校。6月14日が創立記念日に決まる。
- 1980年 - プールが落成。
- 1981年 - 校歌を制定。
- 1982年 - 体育館が落成。
- 1985年 - 児童数の増加に伴い、和泉市立光明台北小学校を分離。
- 1988年 - 社会科副読本「私たちのまちと学校」を発行。
- 1999年 - コンピュータ室が完成。
- 2000年 - 光明台北小学校の通学区域に含まれている光明台3丁目1番～6番および34番、36番の範囲が新たに本校との選択通学区域に指定される。これにより、UR都市機構光明台第一団地、光明台センター等に居住する児童も本校に通学できるようになった。
- 2010年 - 中庭の芝生化工事が完了。
- 2015年 - 内壁工事が完了。
- 2018年 - 大阪府北部地震後、東側（遊歩道側）のブロック塀を撤去。

## 交通アクセス
南海泉北線光明池駅6番乗り場の光明池車庫行き、泉大津駅前行き、光明台右回り、光明台左回りに乗車し、光明台センター下車。